# Torre Sport Club
El Torre Sport Club fou un club de futbol brasiler de la ciutat de Recife a l'estat de Pernambuco.

## Història
Va ser fundat l'any 1915. Guanyà tres cops el campionat estatal els anys 1926, 1929 i 1930. Va competir per darrera vegada al campionat de Pernambuco l'any 1940, desapareixent posteriorment.

## Palmarès
- Campionat pernambucano:
  - 1926, 1929, 1930

## Estadi
El Torre Sport Club jugava els seus partits a l'Estadi Avenida Malaquias, amb capacitat per a 2.000 espectadors.